# 广域网

广域网（英語：Wide Area Network，縮寫：WAN），又称廣域網路、外網、公網。是連接不同地区局域网或城域网计算机通信的远程网。通常跨接很大的物理范围，所覆盖的范围从几十公里到几千公里，它能连接多个地区、城市和国家，或横跨几个洲并能提供远距离通信，形成国际性的远程网络。互联网可以考虑为一个广域网。

## 概要
在一個區域範圍裡超過集線器所連接的距離時，必須要透過路由器來連接，這種網路型態稱為廣域網路。如果有北、中、南等分公司，甚至海外分公司，把這些分公司以專線方式連接起來，即稱為「廣域網路」。
廣域網路的傳送媒介主要是利用電話線或光纖，由ISP業者將企業間做連線，這些線是ISP業者預先埋在馬路下的線路，因為工程浩大，維修不易，而且頻寬是可以被保證的，所以在成本上就會比較為昂貴。
一般所指的網際網路是屬於一種公共型的廣域網路，公共型的廣域網路的成本會較低，為一種較便宜的網路環境，但跟廣域網路比較來說，是沒辦法管理頻寬，走公共型網路系統，任何一段的頻寬都無法被保證。

## 備註
1. ↑  . www.att.com. September 8, 2017  [2021-09-29]. （原始内容存档于2022-01-05）.
2. ↑  HUB跟HUB之間的連接距離不可超過100米，而且最多到4階